# 北京体育馆
北京体育馆，位于北京市东城区体育馆路甲2号，是体育训练比赛综合基地，隶属国家体育总局训练局。

## 简介
北京体育馆是中华人民共和国成立后建成的首座大型综合性体育馆。1954年动工兴建。1955年10月21日落成。苏联专家是主要设计者。建成初期，全馆有比赛馆、游泳馆、练习馆（篮球馆）这三大主馆。此后到2000年陆续建成了田径场、田径馆、足球场、乒乓球馆、网球馆、网球场、体操馆、跳水馆、举重馆、羽毛球馆、排球馆、水球馆、综合训练馆等等16个专业训练场馆。其中，1960年代建成了网球馆、乒乓球馆、田径馆；1970年代建成了举重房、跳水馆、体操馆；1990年代建成了羽毛球排球馆、水球馆。1999年前后，国家体育总局规划在北京体育馆主馆以南新建国家体育总局办公楼，并且以田径馆、乒乓举重训练馆分别作为办公楼西、东的配楼。2000年左右，乒乓举重训练馆建成，但国家体育总局办公楼因故未建。国家体育总局办公楼规划的这处新址后来被建成国家体育总局训练局高尔夫练习场。
北京体育馆建成后，国家篮球队、排球队、乒乓球队、体操队都进入占地面积4334平方米的练习馆训练。此后各个国家队陆续迁到其他场馆训练。2003年后，练习馆才全归国家体操队使用。
1959年人民大会堂落成前，北京体育馆承担了国家大型会议、党和国家领导人会见外宾的任务。贺龙曾在比赛馆的楼上有间30平方米的办公室，桌上放着直通中南海的电话“红机子”。文革前每逢节日，北京体育馆总会组织各个国家队演出慰问工农兵，在比赛馆以东可容纳2000名观众的游泳馆内，游泳队为观众表演游泳，跳水队进行滑稽表演如骑自行车跳水等。在可容纳6000个观众的比赛馆，常有规模更大的体操、篮球、乒乓球表演。体育表演总和文艺演出如大戏、马戏、武术、气功等同台进行。
北京体育馆各场馆、场地符合国际标准。截至2010年代初，驻国家体育总局训练局训练的国家男子篮球队、女子篮球队、男子排球队、女子排球队、乒乓球队、羽毛球队、男子举重队、女子举重队、跳水队、体操队、游泳队、田径队、花样游泳队、蹦床队等14支国家队在这里训练。北京体育馆1955年建成的主馆包括：
- 比赛馆：位于主馆正中。拱钢屋架跨度56米，场内高度25米，比赛场地宽22.4米、长36.4米。比赛场地四周有20排固定看台共6000个观众席。
- 游泳馆：位于主馆西部。为国家体育总局训练局游泳馆。游泳池宽20米、长50米、深1.4到4.5米，共有8条泳道以及一座7.5米高跳台。设2000个观众席。
- 练习馆：位于主馆东部。场地有双层硬木地板，设3个篮球场。2003年后，成为国家体育总局训练局体操馆。
- 国家体育总局训练局荣誉馆：位于主馆南楼，在比赛馆南侧。2006年12月24日建成开馆。2009年5月21日，获中宣部公布为第四批全国爱国主义教育示范基地之一，是体育界首个爱国主义教育示范基地。荣誉馆分上下两层，面积1900平方米，展品近400件、照片300幅、中、英文资料50万字。[5]

主馆之外，还有其他各体育场馆，包括：
- 田径场馆：位于主馆西南。可容纳5000名观众。
- 跳水馆
- 羽毛球排球馆：位于主馆西南，乒乓球馆西北。
- 乒乓球馆：位于主馆南偏东，高尔夫练习场以东。2000年建成，起初为乒乓举重训练馆。举重蓝球馆建成后，这里改为乒乓球馆。
- 举重篮球馆：位于乒乓球馆东南。2000年代中期，在训练局东院内东南角的老网球馆、老举重房的占地位置上建成。[6]
- 高尔夫练习场：位于主馆南侧。

北京体育馆还设有业余体校。2009年3月22日，国家体育总局训练局健身中心在北京体育馆成立。